# Збагачення за формою
Збагачення за формою — спеціальний метод збагачення корисних копалин.
Цей процес застосовується для матеріалів, що розрізнюються формою грудок компонентів (вугілля, сланці, слюда, азбестові руди). При дробленні гірських порід на щебінь у дробленому продукті з'являються частинки довгастої форми, погіршуючи якість бетону.
Для розділення частинок різної форми використовують такі способи:
- Грохочення на спеціальній просіваючій поверхні.
- Розділення за різною швидкістю руху частинок, зумовленою відмінностями в їх формі.
- Розділення за площею контакту частинки з робочою поверхнею апарата.
- Комбіновані способи розділення.

Для виділення слюди, що має пластинчасту форму, застосовують дахоподібний грохот, поверхня якого утворена зі спеціальних кутастих конструкцій.

Рис. 1 — Грохоти для виділення слюди: а — дахоподібний грохот; б — дахоподібний грохот з вертикальними перегородками

Для ефективної роботи грохота товщина пластинки слюди h не повинна перевищувати її максимальне значення hmax, яке, в свою чергу, повинно бути меншим від розміру щілини грохота dc, тобто hmax< dc.
Імовірність виділення пластинки слюди зростає, якщо дахоподібний грохот обладнаний вертикальними перегородками (Рис. 1 б).
У промисловості для виділення слюди у вибої (вибійний сирець) застосовується грохот СМ-13. Схеми переробки слюди залежать від якості руди.
За вмістом зростків виділяють три типи руд:
- до 5 % — бідна зростками;
- 5 — 20 % — середня;
- > 20 % — багата зростками.

Для розділення ґранату і слюди (крупністю менше 5 мм) за різною швидкість руху, зумовленою відмінностями в їх формі, застосовують 'поличний сепараторшвидкістю'. Розділення відбувається за швидкостями руху частинок на сході з трампліна, кут повороту якого можна регулювати. Ефект розділення посилюється завдяки парусності слюди.
Для розділення за формою і парусністю застосовують площинний сепаратор (Рис. 2), який забезпечений розгінним майданчиком 1, відбивним виступом 3, розвантажувальною щілиною 4. Особливість сепаратора — наявність перфорованого майданчика 2 перед відбивним виступом. Через перфорацію продувається повітря, яке перекидає частинки слюди через відбивний виступ. Селективність розділення посилюється завдяки високій парусності плоских частинок слюди.

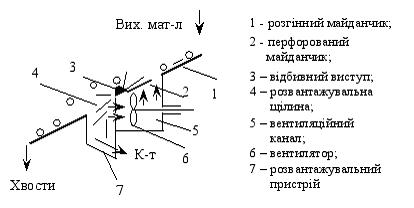
Рис. 2 — Площинний сепаратор

Відцентровий сепаратор оснований на відмінності у формі, терті, швидкості руху частинок, які розділяють. Сепаратор складається з диска і кільця, які обертаються в одному напрямі, але з різними швидкостями (Рис. 3).

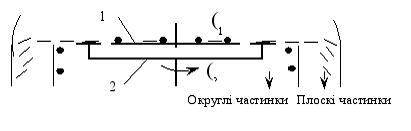
Рис. 3 — Відцентровий сепаратор: 1 — диск;
2 — кільце, ω_{2} > ω_{1}

При переході з диска на кільце плоскі частинки закручуються навколо вертикальної осі і набувають стабільної пологої траєкторії. Округлі частинки розвантажуються за крутішою траєкторією.